# Wasting Love
«Wasting Love» es el tercer sencillo del álbum Fear of the Dark de Iron Maiden, editado en 1992. Esta canción fue la primera y hasta ahora única power ballad de Iron Maiden editada como sencillo.
La canción fue compuesta en colaboración por el cantante Bruce Dickinson, y el guitarrista Janick Gers. La letra trata sobre la soledad que conlleva el sexo fuera del contexto amoroso.
El sencillo fue en principio únicamente editado en los Países Bajos aunque después existieron dos versiones diferentes de CD promocionales de una sola pista para estaciones de radio de los EUA. "Wasting Love" fue el primer sencillo de Iron Maiden en no ser editado en vinilo.
El lado B incluye tres canciones en vivo grabadas en el Wembley Arena de Londres el 17 de diciembre de 1990, durante la gira del álbum No Prayer for the Dying.
Fue el tercer sencillo de Iron Maiden en no incluir a la emblemática mascota de la banda Eddie, en la portada (los dos anteriores fueron "Running Free (live)" y "From Here to Eternity"). La fotografía de la portada alude al video promocional, en el cual se ve a un hombre tatuándose nombres de mujeres por todo el cuerpo.
El solo de guitarra en "Wasting Love" es interpretado por Janick Gers.

## Lista de canciones
1. «Wasting Love» (Bruce Dickinson, Janick Gers) – 4:55
2. «Tailgunner (live)» (Steve Harris, Bruce Dickinson) – 4:05
3. «Holy Smoke (live)» (Bruce Dickinson, Steve Harris) – 3:35
4. «The Assassin (live)» (Steve Harris) – 4:25

## Miembros
- Bruce Dickinson – Voces
- Dave Murray – Guitarra eléctrica
- Janick Gers – Guitarra eléctrica, guitarra acústica, solos y coros
- Steve Harris – Bajo y coros
- Nicko McBrain – Batería